# Kryštof Mařatka
Kryštof Mařatka (Prague, 1972) est un compositeur tchèque. Il se produit également en tant que chef d'orchestre et en tant que pianiste soliste ou en musique de chambre.

## Biographie
Kryštof Mařatka suit d'abord les cours de piano puis de composition de Bohuslav Rehor et Petr Eben au Conservatoire de Prague. Il se perfectionne avec le pianiste Jean-Claude Pennetier en France (1994) et suit un cursus d'informatique musicale à l’Ircam (1999).
En tant que chef d'orchestre, il s'est produit avec de nombreux orchestres, notamment l'Orchestre symphonique de Toronto, l'orchestre de chambre des Pays-Bas au Concertgebouw d'Amsterdam, l'Orchestre philharmonique de Prague, le Sinfonia Varsovia, l'orchestre de la radio polonaise ou encore l’Orchestre national de Lille.
À partir de 1998, il compose sept csardas sur des mélodies populaires recueillies par la musicologue tchèque Milena Dolinová.
En novembre 2012, il dirige la création de Vábení, sous-titrée « rituel des fossiles préhistoriques de l'Homme » une œuvre de près d'une heure pour chœur mixte et orchestre, résultat de sa passion pour l'art Paléolithique et notamment les origines de la musique.
Il vit et travaille à Prague et à Paris et est marié avec l'altiste Karine Lethiec.

## Prix
- 2001 : prix Coups de Cœur de l’académie Charles Cros, pour Fables par le Quatuor Castagneri chez Lyrinx[3]
- 2002 : Prix du public pour Luminarium, lors du 4e Concours international des personnalités musicales à Łódź en Pologne
- 2006 : grand prix Alexandre-Tansman
- 2007 : prix Pierre Cardin de l'Académie des Beaux-Arts, en composition musicale[4]
- 2008 : prix Hervé Dugardin
- 2010 : grand prix du festival d'été de musique de Shanghai, pour Chant G'Hai

## Œuvres (sélection)
Les œuvres de Kryštof Mařatka sont éditées par les éditions Jobert.
- Exaltum pour piano, violon, alto et violoncelle (1998)
- Anthologie des rêves pour violon, violoncelle et piano (2002)
- Luminarium pour clarinette et orchestre (2002)[5]
- Hypnosy pour quintette à vent (2006)
- Le corbeau à quatre pattes (2006)
- Zverohra (« Jeux de bêtes ») chants anthropoïdes pour soprano et orchestre (2008)
- Melopa pour clavecin (2009) dédiée à Élisabeth Chojnacka
- Praharphona, concerto pour harpe et orchestre (2009)
- Chant G’hai pour suona et orchestre symphonique (2007-2010)
- Vabeni : rituel des fossiles préhistoriques de l'Homme pour chœur mixte et orchestre symphonique (2009-2011)
- Dolmen pour violoncelle (2011)
- Livre des cendres, quatuor à cordes no 2 (2011)
- Druhopsy pour orchestre de chambre (2013)
- Mélodictionnaire, concerto pour piano et septuor (2014)
- Bachorky pour alto, clarinette, piano et instruments populaires tchèques et moraves (2016)
- Arboretum du temps, quintette pour clarinette et quatuor à cordes (2016)

Mélodrames pour un comédien et un pianiste
- Kouznétsov, d’après un texte de Daniil Harms (2005)[6]
- Le Chaudron du diable, inspiré d'une vieille légende corse (2011)
- Le mystère de monsieur Rybka, d'après une nouvelle de Karel Čapek (2015)[7]
- L'homme qui ne pouvait s'endormir, d’après un texte de Karel Čapek (2017)
- Devant la cage affamée, d’après les Aphorismes de Franz Kafka

Kryštof Mařatka a effectué également un certain nombre[pas clair] d'arrangements ou de transcriptions.

## Documentaire
Un documentaire sur le compositeur, réalisé par Benjamin Bleton, intitulé La Naissance d'un imaginaire (Karl More Productions 2007, 26 minutes) est diffusé sur Mezzo. Intervenant : Hubert Reeves.

## Discographie
- Exaltum* ; Trois mouvements concertants ; Fables° - Quatuor Kandinsky* ; François Salque, Valérie Aimard, Antoine Lederlin ; Quatuor Castagneri° (2001, Lyrinx LYR 198) (OCLC 658835171)
- Luminarium (concerto pour clarinette), Astrophonia (concerto pour alto)° - Michel Lethiec, clarinette ; Karine Lethiec, alto ; Daniel Wiesner°, piano ; Orchestre de chambre Talich, dir. Kryštof Mařatka (27 février/6 mars 2004, Arion ARN 68676) (OCLC 658923402)